# Autorretrato con el círculo de amigos de Mantua
Autorretrato con el círculo de amigos de Mantua o Autorretrato con cuatro amigos es un  óleo sobre lienzo de Pedro Pablo Rubens, ejecutado entre 1602 y 1606. Mide 77,5 cm por 101 cm. Se conserva en el Museo Wallraf-Richartz en Colonia. 
Este cuadro es el primer autorretrato conocido de Rubens. Es un retrato de amistad que representa una reunión informal de amigos, un género popular en los siglos XVI y XVII. En particular, es un retrato de un círculo de compañeros o amigos estoicos.

## Descripción
El cuadro representa a seis hombres de busto mostrados de perfil o semiperfil. A lo lejos se ve una pequeña sección de un paisaje marino y un cielo dramáticamente iluminado.  En el lago se ve una barcaza o una góndola.

## El lugar
Aunque tras el redescubrimiento de la pintura a principios del siglo XX, en un principio se creyó que el cuadro representaba una escena en Roma, un estudio cuidadoso del paisaje ha demostrado que en realidad se trata de una vista de Mantua. Representa el Ponte di San Giorgio (Puente de San Jorge, destruido), que unía el Lago Inferiore (Lago Inferior) y el Lago di Mezzo (Lago Medio).  El punto de observación del puente desde el ángulo representado en el cuadro debía de ser el Palacio Ducal de Mantua, y más concretamente lo que hoy es el Appartamento della Mostra o Rustica.  Rubens era entonces pintor de corte de la familia Gonzaga de Mantua y vivía en el Palacio Ducal. El paisaje en el fondo es el mismo que el del Tránsito de la Virgen de Mantegna.

## Identificación de las personas
Los expertos coinciden en que el cuadro no representa un encuentro real entre las personas retratadas.  Se trata más bien de una obra del género del retrato de amistad en el que un artista une retratos de amigos o conocidos que están conectados a través de una característica común, como por ejemplo un retrato de amistad de artistas. De derecha a izquierda, el cuadro muestra al filósofo flamenco Justo Lipsio, al propio Rubens, a su hermano Phillip o Filippo Rubens, el científico italiano Galileo Galilei, Juan Batiste Pérez de Barón (o Nicolaas Rockox) y Guillaume Richardot (los tres alumnos de Lipsio). El nexo común entre estas personas es que todas estaban relacionadas con la filosofía neoestoica de Lipsio.
El artista aúna aquí su formación flamenca con el estilo retratístico de Tiziano.